# Micrathyria dythemoides
Micrathyria dythemoides is een libellensoort uit de familie van de korenbouten (Libellulidae), onderorde echte libellen (Anisoptera).
De wetenschappelijke naam Micrathyria dythemoides is voor het eerst geldig gepubliceerd in 1909 door Calvert.